# Кельменецкий маслодельный завод
Кельменецкий маслодельный завод — предприятие пищевой промышленности в посёлке Кельменцы Черновицкой области Украины.

## История
После того, как в ноябре 1940 года село Кельменцы стало районным центром, началась индустриализация населённого пункта — здесь были организованы несколько кооперативных предприятий, построены электростанция и хлебопекарня и началось строительство шоссейной дороги от селения к железнодорожной станции Ларга.
После начала Великой Отечественной войны 22 июня 1941 года Кельменцы подверглись бомбардировке, а 6 июля 1941 года село было оккупировано немецко-румынскими войсками и до 28 марта 1944 находилось в составе Румынии.
В дальнейшем, началось восстановление хозяйства. В 1944 году здесь начал работу молокоприёмный пункт, на базе которого был создан маслодельный завод. Уже в 1944 году завод произвёл первую продукцию и по результатам трудовой деятельности в 1944 году наиболее отличившиеся жители села (в том числе, несколько работников маслозавода) были награждены медалью «За доблестный труд в Великой Отечественной войне 1941—1945 гг.».
В следующие десятилетия объёмы производства увеличивались (так, в 1967 году завод выполнил производственный план на 110 %). По состоянию на начало 1969 года маслозавод являлся крупнейшим предприятием райцентра и одним из крупнейших предприятий Кельменецкого района, его продукция продавалась далеко за пределами Черновицкой области.
В целом, в советское время завод являлся одним из ведущих предприятий райцентра и входил в число трёх крупнейших предприятий Кельменецкого района.
После провозглашения независимости Украины завод перешел в ведение министерства сельского хозяйства и продовольствия Украины.
В мае 1995 года Кабинет министров Украины утвердил решение о приватизации завода, в дальнейшем государственное предприятие было преобразовано в открытое акционерное общество.
В сентябре 2003 года было возбуждено дело о банкротстве маслозавода и в 2005 году предприятие прекратило функционирование.

## Деятельность
Завод выпускал сливочное масло, цельномолочную продукцию, твёрдый сыр и технический казеин.

## Дополнительная информация
- в Кельменецком районном трудовом архиве хранятся документы Кельменецкого маслодельного завода за весь период с 1944 до 2005 года.